# Paul Ashworth
Paul Anthony Ashworth (Buxton, 29 settembre 1969) è un allenatore di calcio e dirigente sportivo inglese.

## Palmarès

### Club

#### Competizioni nazionali
- Coppa di Lettonia: 1

Ventspils: 2016-2017

#### Competizioni internazionali
- Coppa della Livonia: 1

Skonto: 2005